# Broadband
Термін Broadband, або Широкосмуговий, використовується на позначення середовища передачі даних із широкими характеристиками смуги пропускання, тобто здатного транспортувати множинні сигнали і різні типи трафіку одночасно із високою швидкістю.
Середовище передачі даних у цьому випадку може бути коаксіальним, волоконно-оптичним, звита пара, місцеві телефонні мережі DSL або бездротові технології. На противагу існує термін Baseband, який позначає середовище, в якому інформація транспортується через один канал.